# Rosanna & Zélia
Rosanna & Zélia waren ein brasilianisches Frauenduo, das lange Zeit von Deutschland aus agierte und insbesondere in Europa Popularität erlangte: die 2006 verstorbene Sängerin Rosanna Tavares und die Gitarristin Zélia Fonseca. Meist spielte auf Platten und in Konzerten auch die Perkussionistin Angela Frontera mit.

## Geschichte
Rosanna und Zélia lernten sich 1974 an der Schule in Itaúna im brasilianischen Bundesstaat Minas Gerais in einer Musik- und Theatergruppe kennen. Diese Gruppe bestand 5 Jahre, dann trennten sich die Wege. Mitte der 1980er Jahre fanden die beiden wieder zueinander, spielten Musik und kamen auf Einladung befreundeter Musiker nach Portugal. Durch ihre Offenheit und Neugier konnten sie durch einen finnischen Journalisten zu einem Aufenthalt in Finnland gebracht werden. Über Frankreich kamen sie schließlich nach Frankfurt am Main, wo sie seitdem lebten. Sie arbeiteten mit vielen Musikern der lateinamerikanischen und Jazzszene zusammen, unter anderem Dino Saluzzi, Howard Levy, Katharina Franck, Shantel und Ivan Santos. Jedes Jahr reisten sie zu Besuchen in ihrer Heimat Minas Gerais und Konzerttourneen nach Brasilien.

## Musik
Ihre oft lautmalerische, stilistisch eigenständige Música Popular Brasileira ist von Bossa Nova und Jazz geprägt, mit portugiesischen, afrobrasilianischen und indianischen Elementen.
Die meisten ihrer Stücke haben sie selbst geschrieben, aber sie haben auch Stücke von Djavan, Tom Jobim, João Bosco und Chico Buarque in ihr Programm übernommen.

## Diskografie
- Contra o mau humor (1993, mit der Banda Cajá)[1]
- Passagem (1997)[2]
- Coisário (1999)[3]
- Post Card (2000, Audio-DVD)[4]
- Águas Iguais (2004)[5]

auf Platten anderer Künstler
- Shantel: Club Guerrilla (1995)
- Ian Pooley: Since Then (2000)[6] (Coração tambor,[7] Menino brincadeira)

Ein Dokumentarfilm Canção da Nossa Vida wurde vom Regisseur Sven Düfer 2004/05 in Deutschland und Brasilien gedreht.